# Salomon Cohn
Salomon Cohn (geboren am 24. März 1822 in Zülz, Oberschlesien; gestorben am 22. September 1902 in Breslau) war ein deutscher Rabbiner.

## Leben
Salomon Cohn war ein Sohn des Rabbiners Salomon Kohn und Enkel des Fürther Oberrabbiners Meschullam Salomon Kohn.  Er studierte an den Jeschiwot von Oberrabbiner Awraham Schmuel Binjamin Sofer in Preßburg und von Oberrabbiner Jakob Ettlinger in Altona. Seine Rabbinatsdiplome erhielt er in Berlin und Kempen sowie aus Rawicz, Várpalota und Krotoschin. Anschließend besuchte er Gymnasien in Wien und Breslau. Ab Oktober 1844 studierte er Orientalistik an der Universität Breslau, wechselte 1847 an die Universität Marburg zu Johann Gildemeister und wurde am 17. Juli 1847 von der Universität Gießen zum Dr. phil promoviert. Er war Mitglied der Deutschen Morgenländischen Gesellschaft.
Im Jahre 1847 wurde er Rabbiner in Oppeln in Oberschlesien. Im gleichen Jahr heiratete er Regine, geborene Ettlinger (1826–1919), die älteste Tochter von Jakob Ettlinger. Der Rechtsanwalt, Notar und Vorsteher der Jüdischen Gemeinde Rostock Meyer Cohn war sein Sohn.
Im Jahre 1853 erfolgte seine Berufung zum Provinzial-Rabbiner der niederländischen Provinz Limburg mit Dienstsitz in Maastricht.
1859 wurde er als Nachfolger von Baruch Isaak Lipschütz Landesrabbiner von Mecklenburg-Schwerin in Schwerin.
Ab 1876 war er an der orthodoxen Tiergarten-Synagoge in Berlin tätig. Von 1878 bis 1894 war er Dozent für theoretische und praktische Homiletik am Rabbinerseminar zu Berlin. 1894 zog er sich nach Breslau in den Ruhestand zurück, wo er 1902 starb.
Sein Nachlass ging an das Rabbinerseminar zu Berlin und ist heute weitgehend verloren.

## Schriften
- De Targumo Jobi disquisitio. Addita est appendix in qua continentur nonnullae variae lectiones e codice M. S. a. 1238 sumptae. Phil. Dissertation, Gießen 1847.
- Kirche und Staat. In: Allgemeine Zeitung des Judenthums. Ein unpartheiisches Organ für alles jüdische Interesse. Hrsg. von Dr. Ludwig Philippson, XII. Jahrgang, No. 31, Leipzig 1848, S. 441f (Digitalisat bei Compact Memory).
- Die dreifache Forderung Gottes an Israel. Predigt gehalten am Sabbath P.‘Eqävin der großen Synagoge zu Altona. In: Der treue Zions-Wächter. Organ zur Wahrung der Interessen des orthodoxen Judenthums. Hrsg. von Samuel Enoch, Altona 1849, S. 257–264.
- Die Bedeutung des Judenthums in der Gegenwart. In: Der treue Zions-Wächter. 1849, S. 321f., 339-341, 361-363, 409-411; 1850, S. 49–52.
- Die Befreiung Israels aus Egypten, ein lehrreiches Bild für unsere Zeit. Eine Sabbath-Šemōth Predigt. In: Der treue Zions-Wächter. 1850, S. 17–21, 25–27.
- Das Gebet der Juden um Wiederherstellung des Davidischen Thrones und die Liebe der Juden zu ihrem Vaterlande. In: Der treue Zions-Wächter. 1851, S. 49f; 1852, S. 7f, 9f, 13f, 25, 29f.
- Die negative Kritik gegenüber dem positiven Judenthum. In: Der treue Zions-Wächter. 1851, S. 49f.; 1852, S. 7f, 9f, 13f, 25, 29f.
- Das Leben und die Lehre. Eine Predigt-Skizze zu P. ’Aharē mōth qedōšīm. In: Der treue Zions-Wächter. 1852, S. 41–43, 46f.
- Das Judenthum – ein Ganzes. In: Der treue Zions-Wächter. 1852, S. 89f.
- Für unsere armen Brüder im heiligen Lande. Ein Wort an unsere reichen Brüder. In: Der treue Zions-Wächter. 1852, S. 91f.
- Das Andenken an die Makkabbäer, eine tapfere Gegenwehr gegen die Verirrungen der Neuzeit. Eine Predigt-Skizze zu Šabbāth Hanūkkāh. In: Der treue Zions-Wächter.  1852, S. 101–103; 1853, S. 1f.
- Der Kampf des Judenthums wider seine Gegner in der Gegenwart. In: Der treue Zions-Wächter.. 1853, S. 53f.
- Der Priestersegen. Auszug aus der Abschiedsrede, gehalten bei seinem Abgange nach Mastricht, als Oberrabbiner der Provinz Limburg in Holland. In: Der treue Zions-Wächter. 1853, S. 62f, 65-67, 69-71.
- Das Priesteramt in Israel. Antritts-Predigt gehalten am 27. Mai 1853 in der Hauptsynagoge in Maastricht bei seiner Installation als Oberrabbiner im Herzogthum Limburg. Sittard 1853.
- Nekrolog. (Auf Israel Deutsch) in: Der treue Zions-Wächter. 1853, S. 67.
- Das auszukundschaftende Land. Eine Paraschath-Šelah-Predigt. In: Der treue Zions-Wächter. 1853, S. 73f., 77-79.
- Schrift und Tradition. In: Der treue Zions-Wächter. 1853, S. 93–95, 101f.; 1854, S. 1f., 9f., 13f.
- Einige Bemerkungen zu der Frage: Darf der Y[ōm]t[ōv] šenī abgeschafft werden? In: Der treue Zions-Wächter. 1854, S. 37f.
- Einige Gebote der heil. Schrift und ihre Erklärung. In: Der treue Zions-Wächter. 1854, S. 89–91, 93–95, 97ff.
- Die Benennung der Essäer. In: Monatsschrift für Geschichte und Wissenschaft des Judenthums. 7, Dresden, Breslau, Berlin 1858, S. 270f.
- Zwei Briefe aus Maimonides’ Correspondenz. In: Monatsschrift für Geschichte und Wissenschaft des Judenthums. 14, Dresden, Breslau, Berlin 1865, S. 25–30, 69–74.
- Weihpredigt am Tage der Eröffnung der restaurirten Synagoge zu Schwerin. Schwerin 1866.
- Leben und Lehre. In: Jüdische Presse. Konservative Wochenschrift. Centralorgan des Misrachi. Berlin 1878, S. 14f., 25f., 49f., 57f.
- Der moderne Rabbinismus und das Judenthum. In: Jüdische Presse. Konservative Wochenschrift. Centralorgan des Misrachi. Berlin 1879, S. 233f.
- Rede zur Gedächtnisfeier Sr. Majestät des hochseligen Kaisers Friedrich III. 1888.